# 国鉄5000形コンテナ
国鉄5000形コンテナ（こくてつ5000がたコンテナ）は日本国有鉄道が1959年（昭和34年）度に製造した一種規格（約11 ft）の有蓋鉄道コンテナである。

## 概要
1959年（昭和34年）3月頃に日本国有鉄道（国鉄）初の5 tコンテナとして20個が東急車輛製造（10個）と富士重工業（10個）にて製作された。2社に振り分けたのは、構造の比較及び緊締装置を2社に独自に製作させ価格、使い勝手等を比較検討するためであった。2社ともに材質を鋼製、アルミニウム製、木製でそれぞれ製作され構造、外観も大きく異なっていた。各種比較試用試験が行われた結果アルミニウム製、木製は耐久性に問題ありと認められ量産は鋼製で行うことになった。また緊締装置は、試用実績の結果東急車輛製造提案の車体側突起をコンテナ側緊締装置でつかむ方式を逆さまにしたコンテナ側突起を車体側緊締装置でつかむ方式が採用され現在に至り使用されている。
外面色は登場当時淡緑3号だったが、退色と汚れに弱いため、1964年（昭和39年）以降は黄緑6号（山手線色）に変更した。
量産型も試作型と同じ2社で165個ずつ計330個が製作された。2社とも片側妻面扉の構造であった。
1984年（昭和59年）度に形式消滅した。